# Celrà
Celrà è un comune spagnolo di 2 731 abitanti situato nella comunità autonoma della Catalogna.